# Rüdiger Valk
Rüdiger Valk (* 5. August 1945) ist ein deutscher Mathematiker; er war von 1976 bis 2010 als Professor für theoretische Informatik am Institut für Informatik (später Fachbereich Informatik) der Universität Hamburg tätig.

## Leben
Valk studierte Mathematik an der Universität Bonn und promovierte dort auch in diesem Fach im Jahre 1974 unter Betreuung von Wilfried Brauer. An die Universität Hamburg wurde er zum Professor für theoretische Informatik berufen: 1976 bis 1985 C2 und C3, 1985 bis 2010 Universitätsprofessor (C4) als Leiter des Arbeitsbereiches Theoretische Grundlagen der Informatik (TGI).
Er hat  Arbeiten zu Entscheidbarkeitsfragen und Struktureigenschaften von Petrinetzen  verfasst, darunter auch mehrere Bücher. Insbesondere hat er das Gebiet der Objekt-Petrinetze Netze in Netzen begründet. Zeitweise hatte er engen Kontakt zu Carl Adam Petri, als dieser zum Ehrenprofessor der Universität ernannt wurde. Valk hat auch Beiträge zur Informatik als Disziplin der Wissenschaft und zur interdisziplinären Forschung mit Themen zur Soziologie und Sozionik veröffentlicht.

## Veröffentlichungen (Auszug)
- Discrete and Continuous Realizations of General Time Systems. In: Journal of Cybernetics. 4, 4, 1974, S. 43–52.
- On Some Elementary Properties of Uniform Automata. In: Revue Française d' Automatique Informatique Recherche Opérationnelle. 9, R-2, 1975, S. 39–54.
- Realisierungen allgemeiner Systeme. Bericht Nr. 107, Gesellschaft für Mathematik und Datenverarbeitung Bonn, 1976.
- Self-modifying Nets, a Natural Extension of Petri Nets. Automata Languages and Programming. Colloquium, Udine. In: Lecture Notes in Computer Science. No. 62, Berlin 1978, S. 464–476.
- mit Guy Vidal-Naquet: Petri Nets and Regular Languages. In: Journal of Computer and System Science. 23, 3, 1981, S. 299–325.
- Infinitive Behaviour of Petri Nets. In: Theoretical Computer  Science. 25, 1983, S. 311–341.
- mit M. Jantzen: The Residue of Vector Sets with Applications to Decidability Problems in Petri Nets. In: Acta Informatika. 21, 1985, S. 643–674.
- mit E. Jessen: Rechensysteme. Springer Verlag. Lehrbuch. Berlin 1987, ISBN 3-540-16383-2.
- mit D. Hauschildt: Safe States in Banker-like Resource Allocation Problems. In: Information and Computation. 75, 1987, S. 232–263.
- Der Computer als Herausforderung an die menschliche Rationalität. In: Informatik-Spektrum. 10, 1987, S. 57–66.
- Modelling Concurrency by Task/Flow EN Systems. Proceedings 3rd Workshop on Concurrency and Compositionality. (= GMD-Studien. Nr. 191). Gesellschaft f. Mathematik und Datenverarbeitung, St. Augustin, Bonn 1991.
- Bridging the Gap Between Floyd- and S-Invariants. In: M. Ajmone Marsan (Hrsg.): Application and Theory of Petri Nets. Chicago, USA, Lecture Notes in Computer Science No. 691, Springer, Berlin Juni 1993, S. 433–453.
- Die Informatik zwischen Formal- und Humanwissenschaften. In: Informatik Spektrum. 20/2, Springer-Verlag, Berlin April 1997, S. 95–100.
- Petri Nets as Token Objects - An Introduction to Elementary  Object Nets. In: J. Desel, M. Silva (Hrsg.): Proc. Application and Theory of Petri Nets. Lisbon, Portugal In: Lecture Notes in Computer Science. Nr. 1420, Springer, Berlin 1998, S. 1–25.
- Reference  and Value Semantics for Object Petri Nets. In: H. Weber, H. Ehrig, W. Reisig (Hrsg.): Colloquium on Petri Net Technologies for Modelling Communication Based Systems. Fraunhofer Institute for Software and Systems Engineering ISST, Berlin 1999.
- Mobile and Distributed Object versus Central Referencing. In: J. Grabowski, St. Heymer (Hrsg.): Formale Beschreibungstechniken für verteilte Systeme. FBT’2000, 10. GI/ITG-Fachgespräch, Lübeck, Juni 2000, S. 7–27.
- Concurrency in Communicating Object Petri Nets. In: G. Agha, F. De Cindio,  G. Rozenberg  (Hrsg.): Concurrent Object-Oriented Programming and Petri Nets. In: Lecture Notes in Computer Science. Springer, Berlin 2001, S. 158–189.
- mit C. Girault (Hrsg.): Petri Nets for System Engineering - A Guide to Modelling, Verification, and Applications. Springer, Berlin 2003, ISBN 3-540-41217-4.
- mit Rolf v. Lüde und Daniel Moldt: Sozionik: Modellierung soziologischer Theorie. (= Wirtschaft - Arbeit - Technik. Band 2). Lit-Verlag, Münster/ Hamburg/ London 2003, ISBN 3-8258-5980-0.
- Using the Nets-within-Nets Paradigm, Proceedings of the Advanced Course on Petri Nets 2003. Eichstätt, Germany. Lecture Notes in Computer Science, Springer-Verlag, 2004.
- mit Joaquín Ezpeleta: Polynomial deadlock avoidance method for a class of nonsequential resource allocation systems. IEEE Transactions on Systems. In: Man, and Cybernetics - Part A: Systems and Humans. 36(6), 2006.
- mit Michael Köhler, Roman Langer, Rolf von Lüde, Daniel Moldt und Heiko Rölke: Socionic multi-agent systems based on reflexive petri nets and theories of social self-organisation. In: Journal of Artificial Societies and Social Simulation. 10(1), 2007. (online auf: jasss.soc.surrey.ac.uk)
- mit Rolf v. Lüde und Daniel Moldt (Hrsg.): Selbstorganisation und Governance in künstlichen und sozialen Systemen. (= Wirtschaft - Arbeit - Technik. Band 5). Lit-Verlag, Münster/ Hamburg/ London 2009, ISBN 978-3-643-10057-3.